# Hauterives

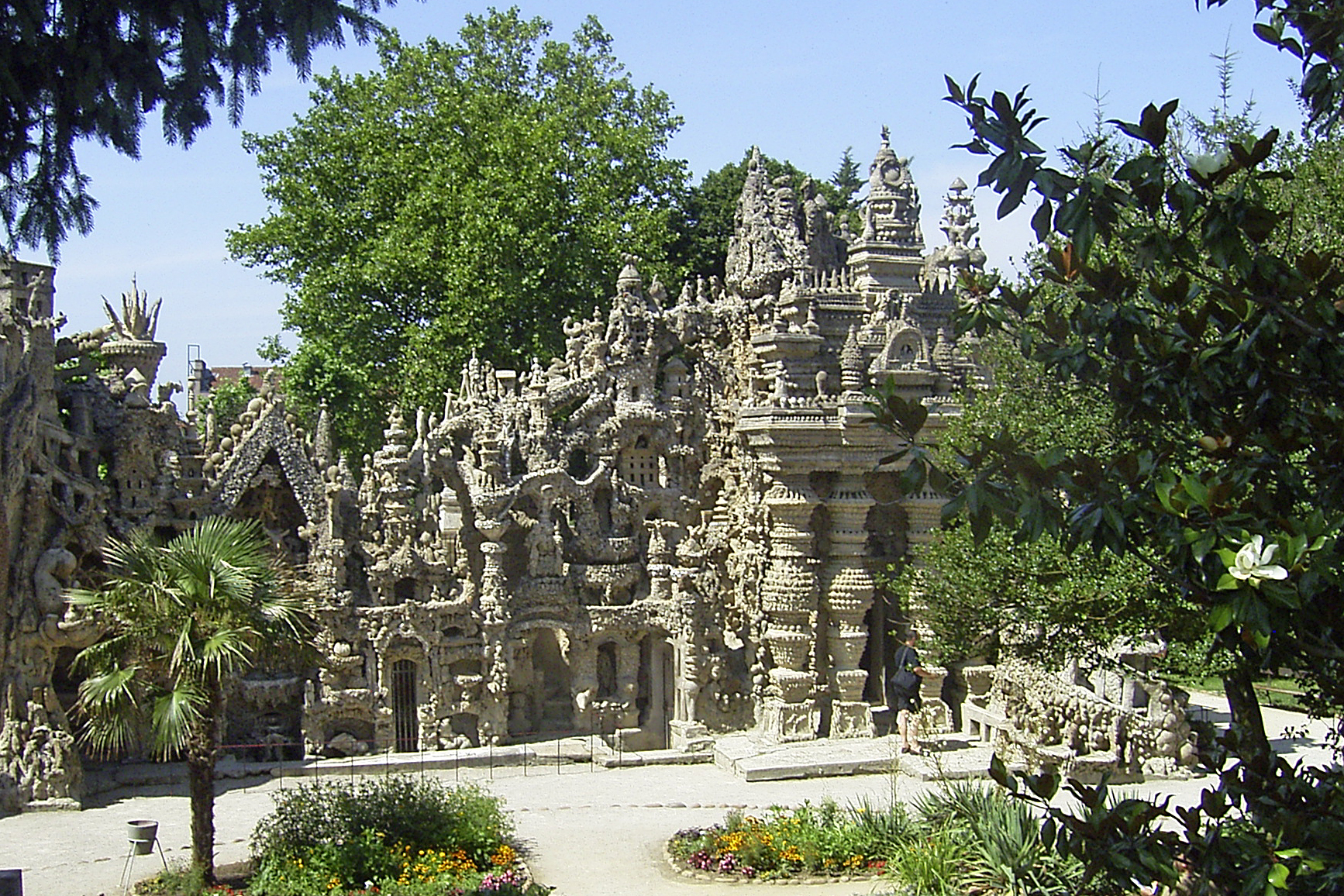
Palais idéal w Hauterives, 2006

Hauterives – miejscowość i gmina we Francji, w regionie Owernia-Rodan-Alpy, w departamencie Drôme.
Według danych na rok 1990 gminę zamieszkiwały 1202 osoby, a gęstość zaludnienia wynosiła 39 osób/km² (wśród 2880 gmin regionu Rodan-Alpy Hauterives plasuje się na 684. miejscu pod względem liczby ludności, natomiast pod względem powierzchni na miejscu 207.).